# Diamond Eyes
Diamond Eyes ist das sechste Studioalbum der US-amerikanischen Alternative-Metal-Band Deftones. Das Album erschien am 4. Mai 2010 über Reprise Records.

## Entstehung
Im Mai 2007 begann die Band noch während einer Tournee mit der Arbeit an einem neuen Studioalbum. Da die Musiker unzufrieden mit dem langwierigen Entstehungsprozess des Vorgängeralbums waren, sollte das neue Album schneller entstehen. Laut Sänger Chino Moreno trafen sich die fünf Bandmitglieder in einem Raum, um ohne Ablenkungen arbeiten zu können. Die Band wollte zurück zu ihren Anfängen, wo man sich in einer Garage traf. Im Oktober 2007 erklärte Chino Moreno, dass die neuen Lieder energiegeladen wären und hoffte, dass das Album im Herbst 2008 veröffentlicht wird. Im April 2008 begannen die Aufnahmen in einem Studio in Sacramento unter der Leitung des Produzenten Terry Date. Das Album mit dem Arbeitstitel Eros sollte noch vor Jahresende erscheinen.
Am 3. November 2008 wurde der Bassist Chi Cheng in einem Autounfall verwickelt, bei dem er schwer verletzt wurde und monatelang ins Koma fiel. Ab Februar 2009 spielte die Band wieder Konzerte, wobei der ehemalige Quicksand-Bassist Sergio Vega Chi Cheng vertrat. Im Juni 2009 erklärte Chino Moreno, dass die Band nochmal von vorne beginnen wird und das bislang aufgenommene Material erst einmal an die Seite legen wird. Er äußerte die Hoffnung, dass das Album eines Tages veröffentlicht wird. Mit dem Produzenten Nick Raskulinecz wurde innerhalb von zwei Monaten ein komplett neues Album aufgenommen. Musikvideos wurden für die Lieder Rocket Skates, Diamond Eyes, Sextape, You’ve Seen the Butcher und Beauty School veröffentlicht.

## Titelliste
1. Diamond Eyes – 3:09
2. Royal – 3:31
3. Cmnd/Ctrl – 2:26
4. You’ve Seen the Butcher – 3:34
5. Beauty School – 4:50
6. Prince – 3:37
7. Rocket Skates – 4:18
8. Sextape – 4:02
9. Risk – 3:37
10. 976-Evil – 4:32
11. This Place Is Death – 3:46

## Rezeption
Sascha Krüger vom deutschen Magazin Visions beschrieb Diamond Eyes als „das beste aus allen Deftones-Welten“. Die Band wäre als Songwriter und Klangforscher „kaum greifbar und doch zu jeder Sekunde präsent“. Dies wäre ein „Kunststück, was sie früher so einzigartig machte, ihren letzten Platten allerdings fehlte“. Matthew Cole vom Onlinemagazin Slant schrieb, dass Deftones im Jahre 2010 „die meisten anderen Bands ihres Genres übertreffen, ohne ins Schwitzen zu kommen“, aber sie haben „noch nicht herausgefunden, wie sie ihren grandioseren Ideen ausführen sollen“.

## Kommerzieller Erfolg

### Chartplatzierungen
| ChartsChartplatzierungen            | Höchstplatzierung | Wochen |
| ----------------------------------- | ----------------- | ------ |
| Deutschland (GfK)                   | 8 (3 Wo.)         | 3      |
| Österreich (Ö3)                     | 13 (4 Wo.)        | 4      |
| Schweiz (IFPI)                      | 11 (4 Wo.)        | 4      |
| Vereinigte Staaten (Billboard)      | 6 (14 Wo.)        | 14     |
| Vereinigte Staaten (Billboard Rock) | 2 (12 Wo.)        | 12     |
| Vereinigtes Königreich (OCC)        | 26 (2 Wo.)        | 2      |

### Auszeichnungen für Musikverkäufe
| Land/Region                  | Auszeichnungen für Musikverkäufe (Land/Region, Auszeichnung, Verkäufe) | Verkäufe |
| ---------------------------- | ---------------------------------------------------------------------- | -------- |
| Neuseeland (RMNZ)            | Gold                                                                   | 7.500    |
| Vereinigtes Königreich (BPI) | Silber                                                                 | 60.000   |
| Insgesamt                    | 1× Silber · 1× Gold ·                                                  | 67.500   |